# Isprăvile unui tânăr Don Juan
Isprăvile unui tânăr Don Juan (în franceză Les Exploits d'un jeune don Juan) este un roman erotic scris de Guillaume Apollinaire și publicat în 1911 fără a fi semnat. Acesta este un roman de inițiere sexuală. 

## Rezumat
Roger, un tânăr de familie bună, pleacă însoțit de mama, de mătușa și de sora sa, la proprietatea familiei de la țară. Acolo, el va descoperi, ca urmare a numeroaselor experiențe, plăcerile sexualității. 

## Adaptare cinematografică
O adaptare cinematografică a romanului a fost realizată în 1987 de Gianfranco Mingozzi. Totuși, Les Exploits d'un jeune Don Juan (în italiană L'iniziazione) nu este decât o adaptare liberă. Astfel, numeroase pasaje au fost considerate imorale (scene de incest) și nu au fost, prin urmare, prezentate.

## Traduceri în limba română
- 1992 - Isprăvile unui tânăr Don Juan, Ed. Nobile
- 2002 - Isprăvile unui tânăr Don Juan, Ed. Dacia, Cluj, Traducere, adaptare și prefață de I.R. Bologa.